# Misato Shimizu
Misato Shimizu (jap. 清水美里 Shimizu Misato; ur. 25 marca 1977) – japońska zapaśniczka walcząca w stylu wolnym. Zajęła piąte miejsce na mistrzostwach świata w 1997 i 2001. Triumfatorka igrzysk Wschodniej Azji w 2001. Pierwsza w Pucharze Świata w 2002; druga w 2001. Trzecia w Pucharze Azji w 2003. Mistrzyni świata juniorów w 1993 roku.